# Diepoldsau
Diepoldsau is een gemeente en plaats in het Zwitserse kanton Sankt Gallen, en maakt deel uit van het district Rheintal.
Diepoldsau telt 5.527 inwoners.
Het dorp ligt ten oosten van de Rijn, terwijl die rivier hier juist de grens vormt tussen Zwitserland en Oostenrijk. Dat is omdat dit deel van de Rijn gekanaliseerd is en de meander ten oosten van het dorp gebypasst is.